# Odol
odol（オドル）は、日本のスリーピースバンドである。2014年結成。バンド名の由来は「踊る」「躍る」から。所属事務所はUKPM / HIP LAND MUSIC。所属レーベルはUK.PROJECT。

## メンバー
ミゾベ リョウ
ボーカル、ギター担当。2月25日生まれ。福岡県出身。
全ての楽曲の作詞を担当している。
Shaikh Sofian（シェイク ソフィアン）
ベース担当。10月16日生まれ。
森山 公稀（もりや まこうき）
ピアノ、シンセサイザー担当。1月28日生まれ。福岡県出身。
全ての楽曲の作曲を担当している。

### 旧メンバー
早川 知輝（はやかわ ともき）
ギター担当。11月29日生まれ。東京都出身。
2016年11月18日加入、2019年9月30日脱退。
バンドDATSではベースを担当している。
井上 拓哉（いのうえ たくや）
ギター担当。10月5日生まれ。2021年6月30日卒業。
垣守 翔真（かきもり しょうま）
ドラム担当。12月27日生まれ。2021年6月30日卒業。

## 来歴
2014年
- 東京にて結成。
- 2月10日　1st demo EP『躍る』リリース。
- 7月26日　フジロックフェスティバル’14 ROOKIE A GO-GOステージに出演。

2015年
- 5月20日、1stアルバム『odol』リリース[11]。
これに伴い『odol 1st Album release party「Entree」』[12]、『odol 1st Album release party「Entree」II』[13]を開催。

2016年
- 5月18日、2ndアルバム『YEARS』をリリース[14]。
これに伴い『odol 2nd Album「YEARS」release party「Center Lesson」』を開催[15]。
- 11月18日、早川知輝が加入し6人体制となる[7]。
- 12月10日、東京・下北沢GARAGEにて初ワンマンライブ『Variation』開催[16]。

2017年
- 1月12日、東京・新木場STUDIO COASTにて開催された、トゥー・ドア・シネマ・クラブ来日公演のオープニング・アクトを務める[17]。
- 6月16日、配信限定シングル「GREEN」をリリース[18]。
- 9月20日、EP『視線』をリリース。これに伴い全国3箇所で『odol TOUR 2018 "視線"』を開催。

2018年
- 3月14日、シングル「時間と距離と僕らの旅」を配信リリース[19]。
またこの日、UK.PROJECTとHIP LAND MUSIC両社による共同マネジメント契約を結んだことを発表した[20]。
- 5月30日、シングル「大人になって」を配信リリース。
- 7月25日、タワーレコード限定シングル「four eyes」リリース[21]。
- 7月29日、フジロックフェスティバル’18 RED MARQUEEに出演[22]。
- 10月24日、3rdアルバム『往来するもの』をリリース。これに伴い全国3箇所で『odol TOUR 2018 "往来"』を開催[23]。

2019年
- 6月19日、シングル「眺め / POSE」を配信リリース[24]。
- 7月19日、渋谷WWWにて、自主企画『O/g』10回目を記念してワンマンライブ『O/g-10』を開催。
- 9月25日、"Rework Series"の第1弾として「狭い部屋 (Rearrange)」を配信リリース[25]。
- 9月30日、早川知輝が脱退しオリジナルメンバー5人体制となる[8]。
- 11月13日、シングル「身体」を配信リリース。
- 12月19日、12月22日、大阪・FANJ twice、東京・WWWにて、ワンマンライブ『odol ONE-MAN LIVE 2019 “individuals”』開催。

2020年
- 2月26日、"Rework Series"の第2弾として「虹の端 (Rearrange)」を配信リリース[26]。
- 4月1日、"Rework Series"の第3弾として「人の海で (Rearrange)」を配信リリース。
- 6月24日、EP『WEFT』を配信リリース[27]。
- 12月25日、シングル「歩む日々に」を配信リリース。

2021年
- 6月9日、4thアルバム『はためき』をリリース[28]。これに先行し、5月19日にシングル「未来」を配信リリース[29]。
- 6月30日、井上拓哉、垣守翔真が卒業し3人体制となる。
- 11月13日、TimeOut Café & DinerにてEP『pre』配信記念のリスニングパーティーを開催。
- 11月17日、EP『pre』を配信リリース。

2022年
- 1月26日、JR東海「会うって、特別だったんだ。」編TVCMソングとして書き下ろした「望み」を配信リリース[30]。
- 3月16日、シングル「三月」を配信リリース。

## ディスコグラフィー

### Rework Series
既発曲に新たにリアレンジ、リレコーディング、リミックスを施して現在進行形の解釈を提示する"Rework Series"として作品をリリースしている。
|                       | 発売日                | 作品名                           | 規格品番              | オリジナル収録作品    |
| UKPM / HIP LAND MUSIC | UKPM / HIP LAND MUSIC | UKPM / HIP LAND MUSIC            | UKPM / HIP LAND MUSIC | UKPM / HIP LAND MUSIC |
| --------------------- | --------------------- | -------------------------------- | --------------------- | --------------------- |
| RS01                  | 2019年9月25日         | 狭い部屋 (Rearrange)             | UKCD-1185（配信限定） | 視線                  |
| RS02                  | 2020年2月26日         | 虹の端 (Rearrange)               | UKCD-1186（配信限定） | 視線                  |
| RS03                  | 2020年4月1日          | 人の海で (Rearrange)             | UKCD-1187（配信限定） | 往来するもの          |
| RS04                  | 2023年3月22日         | 時間と距離と僕らの旅 (Rearrange) | UKCD-1215（配信限定） | 往来するもの          |

### 参加作品
- シシヤマザキ『出かけます』（コトブキサン、2016年2月17日発売）
  - 「月夜&オパール」
    - 編曲で参加。
- SHE IS SUMMER『hair salon』（2018年8月1日発売）
  - 「未知を探す」
    - 森山が作曲で参加。
- ウェブCM「さあ、空を走ろう。」（経済産業省、2018年12月発表）
  - 森山が楽曲提供で参加。
- ウェブCM「Good Morning 朝は好き？」（西川、2019年3月発表）
  - ミゾベが歌唱で参加。
- yui (FLOWER FLOWER) × ミゾベリョウ (odol)『ばらの花 × ネイティブダンサー』（FRIENDSHIP.、2019年12月25日配信）
  - 相模鉄道のウェブCM「100 YEARS TRAIN」テーマ曲。
  - ミゾベが歌唱で参加。
- ECHOLL / Rayons『サヨナラまでの30分』（ソニー・ミュージックレーベルズ、2020年1月22日発売）
  - 「瞬間 (sayonara ver.)」
    - ミゾベが作詞、森山が作曲、odolとして編曲で参加。

2020年6月24日リリースのEP『WEFT』にオリジナルバージョンを初収録。
- FLOWER FLOWER『ターゲット』（ソニー・ミュージックレコーズ、2020年3月25日発売）
  - 「熱いアイツ feat.ミゾベリョウ（odol）」、「ふたり feat.ミゾベリョウ（odol）」
    - ミゾベが歌唱で参加。
- ★STAR GUiTAR『Veil』（2023年6月28日発売）
  - 「君と見る景色 feat.ミゾベリョウ (odol)」

## タイアップ
| 起用年 | 作品名             | タイアップ                                       |
| ------ | ------------------ | ------------------------------------------------ |
| 2015年 | 生活               | 石川テレビ音楽情報番組「N-18 凸」5月エンディング |
| 2016年 | years              | 日本郵便「ゆうびん.jp/郵便年賀.jp」ウェブCM      |
| 2019年 | 身体               | アース製薬『温泡 本物の素材感編』テレビCM        |
| 2020年 | かたちのないもの   | UCC BLACK無糖 ウェブCM                           |
| 2020年 | 小さなことをひとつ | radiko ブランドムービーオリジナルソング          |
| 2020年 | 歩む日々に         | 森永乳業 コーポレートムービーオリジナルソング    |
| 2022年 | 望み               | JR東海『会うって、特別だったんだ。』テレビCM     |
| 2022年 | 眺め               | 任天堂「Nintendo Switch 2022春CM」               |

## ミュージックビデオ
| 年     | 作品名               | 監督           |
| ------ | -------------------- | -------------- |
| 2015年 | 飾りすぎていた       | 川崎龍弥       |
| 2015年 | 生活                 | はまいばひろや |
| 2016年 | 退屈                 | はまいばひろや |
| 2016年 | years                | はまいばひろや |
| 2016年 | 夜を抜ければ         | はまいばひろや |
| 2017年 | GREEN                | 林響太朗       |
| 2017年 | 虹の端               | 高司玲         |
| 2018年 | 時間と距離と僕らの旅 | 林響太朗       |
| 2018年 | four eyes            | 林響太朗       |
| 2018年 | 光の中へ             | 林響太朗       |

## 出演

### テレビ
- NHK BSプレミアム 名盤ドキュメント『YMO“ソリッド・ステイト・サヴァイヴァー”』（2019年1月）森山出演。

### ラジオ
- YOKOHAMA MUSIC AWARD『YMA ANNEX』（FMヨコハマ、2016年）第1木曜日レギュラー出演
- odolのMUSIC ARROWS〜idiodol〜（TS ONE、2017年4月3日 - 2018年3月26日）レギュラー出演
- Room "H" （FM福岡、2021年2月3日 - ）週替わりレギュラー出演、森山のみ

### 舞台
- 「景秋」季節と朗読 byライブナタリー（2024年11月20日・21日、めぐろパーシモンホール 小ホール）ミゾベリョウ、森山公稀のみ[31]

## 公演

### 自主企画・ツアー
| 開催年 | タイトル                                              | 会場                                                     | 備考                                  |
| ------ | ----------------------------------------------------- | -------------------------------------------------------- | ------------------------------------- |
| 2015   | odol 1st Album release party「Entree」                | 4月26日 東京・下北沢GARAGE                               | ゲスト：ドミコ、NOWEARMAN             |
| 2015   | odol 1st Album release party「Entree II」             | 7月16日 東京・新代田FEVER                                | ゲスト：Helsinki Lambda Club、Emerald |
| 2016   | odol presents「Bar Lesson」                           | 3月12日 東京・KOENJI HIGH                                | ゲスト：Gateballers                   |
| 2016   | odol 2nd Album「YEARS」release party「Center Lesson」 | 7月17日 東京・新代田FEVER                                | ゲスト：Predawn、Taiko Super Kicks    |
| 2016   | Variation                                             | 12月10日 東京・下北沢GARAGE                              | ワンマン                              |
| 2017   | 凄い日"                                               | 3月3日 東京・新代田FEVER                                 | PELICAN FANCLUBとの共同企画。         |
| 2017   | ggpd                                                  | 7月8日 東京・青山 月見ル君想フ                           | ゲスト：LILI LIMIT                    |
| 2017   | odol TOUR 2017 “視線”                                 | 11月10日 愛知・名古屋CLUB UPSET                          | ゲスト：King Gnu                      |
| 2017   | odol TOUR 2017 “視線”                                 | 11月12日 福岡・天神graf                                  | ワンマン                              |
| 2017   | odol TOUR 2017 “視線”                                 | 11月26日 東京・渋谷WWW                                   | ワンマン                              |
| 2018   | O/g-1                                                 | 3月14日 福岡・INSA                                       | ゲスト：King Gnu、LILI LIMIT          |
| 2018   | O/g-2                                                 | 3月15日 大阪・梅田Shangri-La                             | ゲスト：LUCKY TAPES、LILI LIMIT       |
| 2018   | O/g-3                                                 | 6月3日 宮城・仙台space Zero                              | ゲスト：iri、集団行動                 |
| 2018   | O/g-4                                                 | 6月9日 愛知・名古屋CLUB UPSET                            | ゲスト：mol-74、集団行動              |
| 2018   | O/g-5                                                 | 6月16日 福岡・天神graf                                   | ゲスト：Predawn、STEPHENSMITH         |
| 2018   | O/g-6                                                 | 6月17日 大阪・心斎橋CONPASS                              | ゲスト：mol-74、集団行動              |
| 2018   | O/g-7                                                 | 8月3日 東京・WALL&WALL                                   | ゲスト：世武裕子                      |
| 2018   | odol TOUR 2018 “往来”                                 | 12月1日 福岡・INSA                                       | ゲスト：Attractions                   |
| 2018   | odol TOUR 2018 “往来”                                 | 12月2日 大阪・心斎橋CONPASS                              | ゲスト：LILI LIMIT                    |
| 2018   | odol TOUR 2018 “往来”                                 | 12月16日 東京・渋谷WWW                                   | ワンマンライブ                        |
| 2019   | O/g-8                                                 | 2月22日 大阪・心斎橋CONPASS                              | ゲスト：カネコアヤノ                  |
| 2019   | O/g-9                                                 | 2月22日 東京・渋谷WWW X                                  | ゲスト：佐藤千亜妃、PAELLAS           |
| 2019   | O/g-10                                                | 7月4日 東京・渋谷WWW                                     | ワンマン                              |
| 2019   | O/g-11                                                | 10月16日 東京・Mt.RAINIER HALL SHIBUYA PLEASURE PLEASURE | ゲスト：雨のパレード、ものんくる      |
| 2019   | O/g-12                                                | 10月18日 大阪・心斎橋CONPASS                             | ゲスト：Helsinki Lambda Club          |
| 2019   | O/g-13                                                | 11月14日 愛知・名古屋CLUB UPSET                          | ゲスト：The fin.                      |
| 2019   | odol ONE-MAN LIVE 2019 “individuals”                  | 12月19日 大阪・FANJ twice                                | ワンマン                              |
| 2019   | odol ONE-MAN LIVE 2019 “individuals”                  | 12月22日 東京・渋谷WWW                                   | ワンマン                              |
| 2020   | odol ONE-MAN LIVE 2020 “individuals”                  | 7月23日 東京・Mt.RAINIER HALL SHIBUYA PLEASURE PLEASURE  | ワンマン                              |
| 2020   | odol ONE-MAN LIVE 2020 “individuals”                  | 7月25日 大阪・梅田Shangri-La                             | ワンマン                              |
| 2022   | odol ONE-MAN LIVE 2022 “individuals”                  | 3月3日 東京・SHIBUYA PLEASURE PLEASURE                   |                                       |
| 2022   | odol ONE-MAN LIVE 2022 “individuals”                  | 3月4日 東京・SHIBUYA PLEASURE PLEASURE                   |                                       |